# Misura di Lebesgue
In matematica, la misura di Lebesgue è la misura solitamente utilizzata per i sottoinsiemi di uno spazio euclideo di dimensione {\displaystyle n}. Si tratta di una misura positiva completa che costituisce una generalizzazione dei concetti elementari di area e volume di sottoinsiemi dello spazio euclideo. Gli insiemi a cui è possibile assegnare una misura di Lebesgue sono detti misurabili secondo Lebesgue o Lebesgue-misurabili.
Si tratta di una misura molto usata in analisi matematica, e riveste particolare importanza nella definizione dell'integrale di Lebesgue. Se si assume l'assioma della scelta non tutti gli insiemi in {\displaystyle \mathbb {R} ^{n}} sono Lebesgue-misurabili, ed un classico esempio di insieme non misurabile è l'insieme di Vitali. Il comportamento degli insiemi non misurabili dà origine a risultati come il paradosso di Banach-Tarski, una conseguenza anch'esso dell'assioma della scelta.
Henri Lebesgue ha descritto la sua misura nel 1901, seguita l'anno seguente dalla descrizione dell'integrale di Lebesgue. Entrambi furono pubblicati come parte della sua dissertazione nel 1902.

## Definizione
Per definire la misura di Lebesgue è necessario introdurre una particolare classe di insiemi elementari. Siano:
{\displaystyle a=(a_{1},\dots ,a_{k})\qquad b=(b_{1},\dots ,b_{k})}
due vettori in {\displaystyle \mathbb {R} ^{k}} con {\displaystyle a_{i}<b_{i}} per ogni {\displaystyle i=1,\ldots ,k}.
Un insieme del tipo:
{\displaystyle W=\{(x_{1},\dots ,x_{k})\in \mathbb {R} ^{k}|\quad a_{i}<x_{i}<b_{i}\quad \forall i=1,\dots ,k\}}
è detto {\displaystyle k}-cella.
Si definisce volume di una cella il numero:
{\displaystyle {\mbox{vol}}(W)=\prod _{i=1}^{k}(b_{i}-a_{i}).}
Si dimostra che esiste una misura positiva completa {\displaystyle m} definita su una sigma-algebra {\displaystyle {\mathfrak {F}}} in {\displaystyle \mathbb {R} ^{k}} tale che:
- Si ha:

{\displaystyle {\mbox{vol}}(W)=m(W)}
per ogni {\displaystyle k}-cella {\displaystyle W}.
- Un insieme {\displaystyle E} appartiene a {\displaystyle {\mathfrak {F}}} se e solo se per ogni {\displaystyle \varepsilon } esistono in {\displaystyle \mathbb {R} ^{k}} un insieme {\displaystyle A} unione al più numerabile di aperti ed un insieme {\displaystyle B} intersezione al più numerabile di chiusi tali per cui:

{\displaystyle B\subset E\subset A\qquad m(A-B)\leq \varepsilon .}
Segue inoltre che {\displaystyle m} è regolare. Si dice anche, in modo più sintetico, che {\displaystyle {\mathfrak {F}}} contiene tutti gli insiemi di Borel di {\displaystyle \mathbb {R} ^{k}}.
- La misura {\displaystyle m} è invariante per traslazione, ossia:

{\displaystyle m(E+x)=m(E)}
per ogni insieme {\displaystyle E} di {\displaystyle {\mathfrak {F}}} e per ogni {\displaystyle x} di {\displaystyle \mathbb {R} ^{k}}.
- Se {\displaystyle \mu } è una misura di Borel invariante per traslazione su {\displaystyle \mathbb {R} ^{k}} e tale che:

{\displaystyle \mu (K)<\infty }
per ogni insieme compatto {\displaystyle K} (si dice in questo caso che {\displaystyle \mu } è di Radon o Radon-regolare), allora esiste una costante {\displaystyle c} tale che:
{\displaystyle \mu (E)=c\cdot m(E)}
per ogni insieme di Borel di {\displaystyle \mathbb {R} ^{k}}.
Gli elementi di {\displaystyle {\mathfrak {F}}} sono detti insiemi di Lebesgue, la misura {\displaystyle m} è detta misura di Lebesgue in {\displaystyle \mathbb {R} ^{k}}.
Nel caso particolare in cui {\displaystyle k=1}, {\displaystyle I=[a,b]} e {\displaystyle f\in L^{1}(I)} è continua, allora l'integrale di Riemann:
{\displaystyle \int _{a}^{b}f(x)dx}
e l'integrale di Lebesgue:
{\displaystyle \int _{I}fd\mu }
sono coincidenti.

## Proprietà
La misura di Lebesgue ha le seguenti proprietà:
- Se {\displaystyle A} è un prodotto cartesiano di intervalli della forma {\displaystyle I_{1}\cdot I_{2}\cdot \dots \cdot I_{n}}, allora {\displaystyle A} è Lebesgue-misurabile e {\displaystyle m(A)=|I_{1}|\cdot |I_{2}|\cdot \dots \cdot |I_{n}|}, dove {\displaystyle |I_{i}|} indica la lunghezza dell'intervallo {\displaystyle i}-esimo.
- Se {\displaystyle A} è l'unione disgiunta di un numero finito o numerabile di insiemi disgiunti Lebesgue-misurabili, allora {\displaystyle A} è Lebesgue-misurabile e {\displaystyle m(A)} è uguale alla somma (o alla serie) delle misure degli insiemi misurabili coinvolti.
- Se {\displaystyle A} è Lebesgue-misurabile, allora lo è anche il suo complemento.
- {\displaystyle m(A)\geq 0} per ogni insieme Lebesgue-misurabile {\displaystyle A}.
- Se {\displaystyle A} e {\displaystyle B} sono Lebesgue-misurabili e {\displaystyle A} è un sottoinsieme di {\displaystyle B}, allora {\displaystyle m(A)\leq m(B)}, come conseguenza del secondo, terzo e quarto punto.
- Unioni e intersezioni numerabili di insiemi Lebesgue-misurabili sono Lebesgue-misurabili, come conseguenza del secondo e terzo punto.
- Se {\displaystyle A} è un sottoinsieme aperto o chiuso di {\displaystyle \mathbb {R} ^{n}} (vedi spazio metrico), allora {\displaystyle A} è Lebesgue-misurabile.
- Se {\displaystyle A} è un insieme Lebesgue-misurabile con {\displaystyle m(A)=0}, ossia un insieme di misura nulla, allora ogni sottoinsieme di {\displaystyle A} è un insieme di misura nulla.
- Se {\displaystyle A} è Lebesgue-misurabile e {\displaystyle x\in \mathbb {R} ^{n},} allora la traslazione di {\displaystyle A} mediante {\displaystyle x}, definita da {\displaystyle A+x=\{a+x:a\in A\}} è Lebesgue-misurabile e ha la stessa misura di {\displaystyle A}.

Tutte le affermazioni summenzionate possono essere riassunte dicendo che gli insiemi misurabili secondo Lebesgue formano una σ-algebra contenente tutti i prodotti di intervalli, e {\displaystyle m} è l'unica misura invariante per traslazioni e completa su questa sigma-algebra con {\displaystyle m([0,1]\cdot [0,1]\cdot \dots \cdot [0,1])=1}. La misura secondo Lebesgue ha anche la proprietà di essere sigma-finita, ossia è possibile ricoprire tutto lo spazio con un'unione numerabile di sottoinsiemi di misura di Lebesgue finita.

## Insiemi di misura nulla
Un sottoinsieme di {\displaystyle \mathbb {R} ^{n}} è un insieme di misura nulla se per ogni {\displaystyle \varepsilon >0} può essere coperto con un insieme numerabile di prodotti di {\displaystyle n} intervalli il cui volume totale è al massimo {\displaystyle \varepsilon }. Tutti gli insiemi numerabili sono insiemi di misura nulla, così pure gli insiemi in {\displaystyle \mathbb {R} ^{n}} la cui dimensione è più piccola di {\displaystyle n}, ad esempio rette o circonferenze in {\displaystyle \mathbb {R} ^{2}}.
Per mostrare che un dato insieme {\displaystyle A} è misurabile secondo Lebesgue, in genere si cerca di trovare un insieme più "gradevole" {\displaystyle B} che differisce da {\displaystyle A} solo per un insieme di misura nulla (nel senso che la differenza simmetrica {\displaystyle (A-B)\cup (B-A)} è un insieme di misura nulla) e quindi mostrare che {\displaystyle B} può essere generato usando unioni e intersezioni numerabili di insiemi aperti o chiusi.

## Costruzione della misura di Lebesgue
La costruzione moderna della misura di Lebesgue, basata sulle misure esterne, è dovuta a Carathéodory. Per ogni sottoinsieme {\displaystyle A} di {\displaystyle \mathbb {R} ^{n}} si può definire:
{\displaystyle m^{*}(A)=\inf\{\operatorname {vol} (M):M\supseteq A\},}
dove {\displaystyle M} è l'unione numerabile di prodotti di intervalli e {\displaystyle \operatorname {vol} (M)} è la somma dei prodotti delle lunghezze degli intervalli coinvolti. Si può dimostrare che {\displaystyle m^{*}} è una misura esterna. Si definisce quindi l'insieme {\displaystyle A} misurabile secondo Lebesgue se:
{\displaystyle m^{*}(B)=m^{*}(A\cap B)+m^{*}(B-A)}
per tutti gli insiemi {\displaystyle B}. Per il teorema di Carathéodory questi insiemi Lebesgue-misurabili formano una σ-algebra, e la misura di Lebesgue è definita da {\displaystyle m(A)=m^{*}(A)} per ogni insieme Lebesgue-misurabile {\displaystyle A}.
Secondo il teorema di Vitali, se si ammette l'assioma della scelta, esiste un sottoinsieme dei numeri reali {\displaystyle \mathbb {R} } che non è Lebesgue-misurabile. In caso contrario non si conoscono esempi di sottoinsiemi di {\displaystyle \mathbb {R} } non Lebesgue-misurabili.

## Rapporti con le altre misure
La misura di Borel coincide con la misura di Lebesgue sugli insiemi per cui è definita; tuttavia, esistono molti più insiemi Lebesgue-misurabili che insiemi Borel-misurabili. La misura di Borel è invariante per traslazioni, ma non completa.
La misura di Haar può essere definita su ogni gruppo localmente compatto ed è una generalizzazione della misura di Lebesgue (infatti {\displaystyle \mathbb {R} ^{n}} con l'addizione è un gruppo localmente compatto).
La misura di Hausdorff (vedi anche dimensione di Hausdorff) è una generalizzazione della misura di Lebesgue utile per misurare gli insiemi di {\displaystyle \mathbb {R} ^{n}} di dimensione minore di {\displaystyle n}, come le sottovarietà, ad esempio superfici o curve in {\displaystyle \mathbb {R} ^{3}}, e insiemi frattali.